# Gravibus Ecclesiae
Gravibus Ecclesiae è un'enciclica di papa Pio IX, datata 24 dicembre 1874, con la quale il Pontefice estende il Giubileo del 1875 a tutto il mondo.